# Hiroshi Nakamoto
Hiroshi Nakamoto, född den 22 augusti 1966, är en japansk idrottare som tog brons i baseboll vid olympiska sommarspelen 1992 i Barcelona.